# Magyar Sion
A Magyar Sion egy ma is évente kétszer megjelenő egyházi tudományos folyóirat, valamint két, egymástól független 19. századi katolikus lap volt.

## A név eredete
Magyar Sionnak nevezik képletesen Esztergom városát, amennyiben benne székel Magyarország hercegprímása, mint a magyar katolikus egyház feje.

## Az első Magyar Sion
Magyarországon az egyházi és iskolai lapok sorát a Magyar Sion nyitotta meg, amelyet Gyarmathy János szerkesztett 1838-tól Pesten; a II. félévben Szionra változtatta a címét és 1840-ben megszűnt Anastasia című melléklapjával együtt.

## A második Magyar Sion
A nevezetesebb Magyar Sion katolikus egyháztörténeti folyóirat volt 1863 és 1904 között. Knauz Nándor alapította. Célja volt: kutatni a magyar egyház múltját, monográfiákban feltüntetni annak egyes jelenségeit stb., hogy ezeknek segítségével a magyar egyháztörténelmet meg lehessen írni. Knauz Nándortól 1870-ben Zádori János és Fraknói Vilmos  vették át a szerkesztését és az egyházirodalomra is kiterjedő folyóirat nevét Új Magyar Sionra változtatták. 1887-től ismét a  régebbi címet használták.  Szerkesztője Kereszty Viktor dr. volt, akinek Prohászka Ottokár, Walter Gyula dr. és egy időben Horváth Ferenc dr. segítettek. A Magyar Sion repertóriumát a folyóirat 30 éves fennállása alkalmából Kereszty Viktor dr. állította össze.

## Hetilapként
1934 és 1944 októbere között hetilapként jelent meg.

## Új folyam
2007-ben egyházi tudományos folyóiratként újraindult; évente két szám jelenik meg. A szerkesztőség Esztergomban a Szent Adalbert Központban működik.